# 睪丸附件
睪丸附件（Appendix testis）是在人類泌尿生殖道，由穆勒氏管演化殘存的痕跡器官。睪丸附件位於睪丸上半部，和睾丸鞘膜相接。90%的時間皆外露在鞘膜上。

## 臨床上的意義
雖然睪丸附件没有生理功能，但有時睪丸附件會導致嚴重的扭結，造成急性單側睾丸疼痛，甚至需要外科手術進行切除才能緩解。有1/3的患者，會在陰囊上發現已經變成藍色的小突起。看到這個症狀即可診斷為睪丸附件扭結。 如果病人被診斷為睪丸扭轉的時候，也必須在手術中進行探查跟鑑別診斷，以排除是睪丸附件扭結的可能性。
有時候睪丸附件扭結的症狀，跟睪丸扭轉的症狀相當類似。但如果只是睪丸附件扭結，除了疼痛以外，對於睪丸並不會造成嚴重傷害。

## 相關連結
- 卵巢旁囊（英语：paraovarian cyst）